# Јања Гарнбрет
Јања Гарнбрет (Словењ Градец, 12. март 1999) словеначка је репрезентативка у спортском пењању.

## Биографија
Рођена је у Словењ Градецу 12. марта 1999. Вишеструка је првакиња света у спортском пењању у све три главне дисциплине: брзо пењање, болдер пењање и тежинско пењање. Освајала је медаље и у комбинацији те три дисциплине. Четири пута је проглашена за најбољу спортисткињу Словеније (2018, 2019, 2021, 2023).
Највећи успех је остварила на Олимпијским играма у Токију 2020. када је освојила златну медаљу у комбинованом спортском пењању на вештачкој стени. По броју освојених медаља и успеха, сматра се за једну од најбољих такмичарки у спортском пењању свих времена.